# 8537 Біллокбулл
8537 Біллокбулл (8537 Billochbull) — астероїд головного поясу, відкритий 21 березня 1993 року.
Тіссеранів параметр щодо Юпітера — 3,208.